# Зелений шершень
«Зелений шершень» (англ. The Green Hornet) — американський фільм 2011 року, екранізація однойменного коміксу і рімейк телесеріалу 1966—1967 років.

## Сюжет
Фільм є пародією на коміксові історії про супергероїв на кшталт Супермена і Бетмена. Нащадок магната Брітт Рейд (Сет Роген) і успадкований ним від батька слуга, майстер на всі руки, китаєць Като (Джей Чоу) — вирішують стати супергероями у масках просто заради розваги. Звичайно, у відповідь знаходиться і суперлиходій на ім'я Чудновський (Крістоф Вальц). Також серед супротивників героїв прокурор-хабарник (Девід Харбор). Рейд і Като постійно потрапляють у кумедні ситуації, сваряться і б'ються одне з одним. Рейд виглядає нерозумним самозакоханим шукачем слави з сумнівними манерами і таким самим почуттям гумору. Більшість подвигів здійснює Като, який теж має свої недоліки. Обидва герої безуспішно змагаються за прихильність секретарки Рейда, Ленор Кейс (Кемерон Діас), яка на їхньому тлі виглядає єдиною розумною людиною у фільмі. Чудновський — пародія на маніяка: літній дядечко з обличчям інтелігента і сивою бородою, він увесь фільм намагається довести супротивникам, що його варто боятися, навіть змінює прізвище на Кровновський, але все одно його ніхто не боїться і тому він змушений увесь час когось вбивати.

## У ролях
| Актор               | Роль                              |
| ------------------- | --------------------------------- |
| Сет Роген           | Брітт Рід / Зелений Шершень       |
| Джей Чоу            | Като                              |
| Крістоф Вальц       | Бенджамін Чуднофскі / Кровоновскі |
| Камерон Діас        | Ленор (Кейсі) Кейс                |
| Том Вілкінсон       | Джеймс Рід                        |
| Едвард Джеймс Олмос | Майк Аксфорд                      |
| Девід Гарбор        | Френк Сканлон                     |
| Джеймі Гарріс       | Папай                             |
| Чад Коулмен         | Чилі                              |
| Аналі Тіптон        | Анна Лі                           |
| Едвард Ферлонг      | Таппер                            |
| Джеймс Франко       | Денні Клер (в титрах не вказаний) |
| Тейлор Коул         | Дівчина                           |

## Український Дубляж
- Студія: LeDoyen Studio
- Перекладач: Федір Сидорук
- Режисерка дублювання: Ольга Фокіна
- Звукорежисери: Марія Нестеренко і Боб Шевяков
- Координаторка проєкту: Аліна Гаєвська

Ролі дублювали:
- Сет Роґен / Зелений Шершень — Роман Чорний
- Джей Чоу / Като — Олександр Погребняк
- Камерон Діаз / Ленор Кейс — Ірина Ткаленко
- Крістоф Вальц / Чудновський — Андрій Самінін
- Девід Гарбор / Френк Скенлон — Роман Семисал
- Том Вілкінсон / Джеймс Рід — Юрій Висоцький
- Джеймс Франко / Дені "Кришталево" Чистий — Андрій Твердак

А також: Андрій Мостренко